# Daniel Röhn
Daniel Röhn (* 1979 in Mora) ist ein deutscher Geiger.

## Leben und Wirken
Röhn stammt aus einer Musikerfamilie. Der Großvater Erich Röhn war Konzertmeister bei den Berliner Philharmonikern, sein Vater Andreas Röhn 28 Jahre lang Konzertmeister des Symphonieorchesters des Bayerischen Rundfunks. Seine Mutter Kerstin Hindart ist Pianistin; seine Schwester Anja Röhn ist ebenfalls Geigerin.
Sein Studium begann Röhn mit 14 Jahren bei Ana Chumachenko an der Hochschule für Musik und Theater München. Er war Stipendiat der Anne-Sophie Mutter Stiftung und wurde 2005 vom Konserthuset Stockholm für die „Rising Star“ Awards nominiert. Röhn musizierte u. a. mit dem Symphonieorchester des Bayerischen Rundfunks, dem Orchester des SWR Stuttgart, dem Royal Stockholm Philharmonic Orchestra, der Cappella Istropolitana, dem Württembergischen Kammerorchester und dem Norrköping Symfoniorkester.
Daniel Röhn spielt auf einer Joseph-Rocca-Geige von 1840.

## Tonträger
- Daniel Röhn (Violine), Orchestra Istrapolitana, David Heer (Dirigent): Felix Mendelssohn: The Hebrides Overture / Violin Concerto in E Minor / Symphony No. 4 in A Major, "Italian". Claves Records.[3]
- "Virtuoso Pieces for Violin & Piano": Daniel Röhn, Milana Chernyavska. Claves Records[4]